# 80-89
De jaren 80-89 (van de christelijke jaartelling) zijn een decennium in de 1e eeuw.

## Gebeurtenissen
Rome
- 81: Domitianus wordt keizer van Rome, hij volgt zijn broer Titus op.

Germania
- 83: Onder keizer Domitianus wordt begonnen met de verovering van een deel van Zuid-Duitsland en de bouw van een afgrendeling tussen de Rijn en Donau van Rheinbrohl naar Regensburg, 550 kilometer lang en voorzien van minstens duizend wachttorens en honderden forten. De Germanen raken gedurende deze tien jaar meermaals slaags met de Romeinen.
- de Chatten vechten een reeks oorlogen tegen Domitianus waarbij ze wel voortdurend het onderspit moeten delven.
- 89: Germania of Germani cisrhenani wordt opgesplitst in Germania Inferior en Germania Superior (zie ook jaar 90).

Brittannië
- Gnaeus Julius Agricola zendt een vloot uit die om de noordkant van Brittannië heen vaart en de Orkneyeilanden ontdekt.
- 84: Slag bij Mons Graupius. De Romeinen onder Agricola verslaan de Picten.

## Belangrijke personen
- Keizer Titus van Rome tot zijn dood in 81.
- Keizer Domitianus van Rome vanaf 81.

### Geboren
- 86: Titus Aurelius Fulvus Boionius Arrius Antoninus, de later keizer Antoninus Pius
- 87: Claudius Ptolemaeus (overleden: 150), Grieks astronoom, geograaf, wiskundige en muziektheoreticus.

### Overleden
- 81: Keizer Titus (39-81).
- 88: Han Zhangdi, keizer van de Chinese Han-dynastie.

<< · 80 · 81 · 82 · 83 · 84 · 85 · 86 · 87 · 88 · 89 · >>
<< · 1-9 · 10-19 · 20-29 · 30-39 · 40-49 · 50-59 · 60-69 · 70-79 · 80-89 · 90-99 · >>